# 奥伯恩采尔
奥伯恩采尔是德国巴伐利亚州的一个市镇。总面积18.20平方公里，总人口3850人，其中男性1900人，女性1950人（2011年12月31日），人口密度212人/平方公里。